# Manzen (Lindenberg im Allgäu)
Manzen (westallgäuerisch: Manzə) ist ein Gemeindeteil der Stadt Lindenberg im Allgäu im bayerisch-schwäbischen Landkreis Lindau (Bodensee).

## Geographie
Der Weiler liegt circa zwei Kilometer östlich des Hauptorts Lindenberg und zählt zur Region Westallgäu. Der Ort liegt an der Bundesstraße 308 (Queralpenstraße). Südlich von Manzen befindet sich der Findling östlich von Lindenberg.

## Ortsname
Der Ortsname bezieht sich auf den Personennamen Manzo.

## Geschichte
Manzen wurde erstmals als Mampen im Jahr 1152 urkundlich erwähnt. 1769 fand die Vereinödung mit sechs Teilnehmern in Manzen statt.